# Physalaemus cuqui
Espèce
Statut de conservation UICN

 LC  : Préoccupation mineure
Physalaemus cuqui est une espèce d'amphibiens de la famille des Leptodactylidae.

## Répartition
Cette espèce se rencontre :
- en Argentine dans les provinces de Jujuy, de Salta, de Santiago del Estero et de Formosa ;
- en Bolivie dans le département de Tarija.

Sa présence est incertaine au Paraguay.

## Publication originale
- Lobo, 1993 : Descripción de una nueva especie del genero Physalaemus (Anura, Leptodactylidae) del noroeste argentino. Revista Española de Herpetologia, Barcelona, vol. 7, p. 13-20.